# Smelt (dier)
De smelt (Hyperoplus lanceolatus) is een straalvinnige zeevis uit de familie van zandspieringen (Ammodytidae).

## Uiterlijk
De vis wordt gemiddeld 32 cm lang (maximaal 40 cm), heeft een lang en slank lichaam en een opvallend lange onderkaak. Op de snuit voor het oog bevindt zich een duidelijke vlek. In het gehemelte zitten twee tanden.

## Leefwijze
De smelt vormt grote scholen in ondiep water boven zandbodems, tot ongeveer 150 meter diep. De vis zwemt vaak met de kop schuin omlaag. Het voedsel bestaat voornamelijke uit visseneitjes en jonge visjes.
De smelt leeft in de noordelijke Atlantische Oceaan: van Spitsbergen tot Portugal, en in de Noordzee en Oostzee.

## Visserij
De smelt is van groot commercieel belang voor de visserij.